# Принцесса мафии
«Принцесса мафии» — кинофильм режиссёра Роберта Э. Коллинза 1986 года.

## Сюжет
Фильм является экранизацией автобиографии дочери криминального авторитета Сальваторе «Сэма» Джанканы. Сама история, сосредоточенная на сложных отношениях Антуанетты Джанкана со своим отцом, рассказывает о её жизни в период с 1935 по 1975 год.

## В ролях
- Сьюзан Луччи — Антуанетта Джанкана
- Кэтлин Уиддоуз — Анджелина Джанкана
- Тони Кёртис — Сальваторе «Сэм» Джанкана
- Чак Шамата — Fat Louie